# Estádio Jardines del Hipódromo
O Estádio Jardines del Hipódromo é um estádio de futebol, localizado do bairro Jardines del Hipódromo na cidade de Montevidéu, capital do Uruguai. O estádio pertence ao Danubio Fútbol Club e possui capacidade para 18.000 espectadores. Foi inaugurado em 25 de agosto de 1957.